# Yunquea tenzii
Yunquea tenzii là một loài thực vật có hoa trong họ Cúc. Loài này được Skottsb. miêu tả khoa học đầu tiên năm 1929.